# كوري ماكنتاير
كوري ماكنتاير (بالإنجليزية: Corey McIntyre)‏ هو لاعب كرة قدم أمريكية أمريكي، ولد في 25 يناير 1979 في ستيوارت في الولايات المتحدة.

## وصلات خارجية
- كوري ماكنتاير على موقع مرجع كرة القدم المحترفة.كوم (الإنجليزية)